# Ambassade de Guinée en Arabie saoudite
L'ambassade de Guinée en Arabie saoudite est la représentation diplomatique suprême de la république de Guinée auprès du Royaume d'Arabie saoudite.
L'ambassade est située dans le quartier d'Al Sefarat à Riyad.

## Consulat
A part Riyad, la Guinée dispose d'un consulat général à Djeddah.

### Liste des ambassadeurs
| N° | Nom et prénoms          | titre de fonction   | Début          | Fin            |
| -- | ----------------------- | ------------------- | -------------- | -------------- |
| 01 | Mohamed Chérif Nabaniou | ambassadeur         |                | 4 février 2022 |
| 02 | Naby Dinah Souma        | Chargé des affaires | 9 février 2022 | En cours       |